# Ray Miller
Ray Miller (bürgerlich Rainer Müller; * 10. Februar 1941 in Berlin; † 5. März 2024 in Bergisch Gladbach) war ein deutscher Schlagersänger.

## Karriere
Miller wurde 1963 im Alter von 22 Jahren jüngster Chefredakteur des Bastei-Verlages und verantwortete dort das Fachgebiet „Künstlerbiografien und Fotos“. 1964 war Miller zum ersten Mal als DJ in der Kölner Diskothek „Orchestrion“, die der Jazzmusiker Joe Buschmann betrieb, tätig. Ab 1966 folgten deutschlandweite Auftritte als DJ.
1967 veröffentlichte Miller seine ersten Lieder beim 1925 gegründeten Plattenlabel Electrola. Als Texter zeichnete er 1970 für den Titel Heute Nacht von Peter Beil verantwortlich, der sich in den Hitparaden der Rundfunkstationen erfolgreich platzierte.
Seine erfolgreichste Zeit als Sänger erlebte Miller zwischen 1967 und 1971. Schwerpunkt seiner Lieder war die Liebe zu den Frauen, was sich in den Titeln seiner Singles widerspiegelte. Als sein größter Erfolg gilt das Lied Caroline, das bis auf Platz 11 der Charts gelangte. Mit seinen Alben konnte Miller keine Chartplatzierungen belegen.
1994 feierte Miller in Köln sein 30-jähriges Bühnenjubiläum als DJ. 1999 nahm er an dem 50er-Jahre-Festival zur Jahrtausendwende teil.
Millers Album Girls, Girls, Girls wurde 2001 fertiggestellt. Es folgten Auftritte in der Hans-Süper-Gala (2002) sowie bei der Närrischen Hitparade (2003). Von 2005 bis 2007 war Miller beim zur RTL-Gruppe gehörenden ehemaligen deutschen Fernsehsender Traumpartner TV tätig.
Miller lebte zuletzt mit seiner langjährigen Lebensgefährtin zurückgezogen in Bergisch Gladbach.

## Diskografie
Die nachfolgende Tabelle listet die Diskografie von Ray Miller auf. Die erschienenen Singles sind so weit wie möglich den Alben zugeordnet. Bei den Singles sind die A-Seiten sowie die B-Seiten aufgeführt und durch ein „&“-Zeichen getrennt. Die mit einem Sternchen versehenen B-Seiten sind nicht auf dem zugeordneten Album erschienen.
| Alben | Alben                   | Singles | Singles |
| Jahr  | Titel                   | Jahr    | Titel |
| ----- | ----------------------- | ------- | --- |
| 1970  | Millers Muntere Mädchen | 1969    | - Gina & Die Josefin’ spielt lieber Bass-Guitar* - Antoinette & Angelina* |
| 1970  | Millers Muntere Mädchen | 1970    | - Caroline & Din-A-Sex im Büro* - Antonella & Hey, Hey, Helga* - Sophia Loren & Veruschka |
|       |                         | 1970    | Ray Miller und Bonny St. Claire: - Viele Köche verderben den Brei & Tschi-bi-di-deng-deng |
|       |                         | 1970    | - Engelchen & Tante Clara |
|       |                         | 1972    | - Der beste Feuerlöscher ist das Bier & 2-3-4, Kapelle hat kein Bier - Schätzchen, sag nicht immer „No“ & Liebe macht ein Mädchen schön - Bleib Am Ball, Marie! & Wie ein rasender Reporter - Es lebe die Liebe & Hallo Ballett - Komm, gib mir deine Hand (Tony-Marshall-Cover) |
| 1972  | Mr. Ladykiller          | 1970    | - Tante Clara |
| 1972  | Mr. Ladykiller          | 1971    | - O la la Brigitt’ & Strandkorb 3* |
| 1972  | Ray Miller              |         | - Angelina - Die Josefin’ spielt lieber Bass-Guitar - Love Love Love Love Love & Lovely Miss |
|       |                         | 1973    | - Du hast Talent zum Happy-End & Wenn's mal schief geht - lach doch |
|       |                         | 1974    | - Alles Klar In Sansibar & Aber dennoch hat sich Bolle |
|       |                         | 1975    | - Hoch Die Tassen & Heissa Marie |
|       |                         | 1976    | - Träume & Keine Zeit |
|       |                         | 1978    | - Mit ihr wollte ich dich vergessen & Ballade von Jane und John |
|       |                         | 1979    | - Olè, Olè, Oh Happy Day & Rio Beat - Disco-World & When I Lost My Baby |
|       |                         | 1983    | - So sind wir & Minouche |

(Datengrundlage für die Diskografie: www.discogs.com, hitparade.ch)